# Gottfrid Svensson
Gottfrid Cervantius Svensson (Uppsala, 13 de maig de 1889 - Estocolm, 19 d'agost de 1956) va ser un lluitador suec que va competir a començaments del segle xx. Combinà la lluita lliure i la lluita grecoromana.
El 1912 va prendre part en els Jocs Olímpics d'Estocolm, on quedà eliminat en sèries de la competició de la lluita grecoromana, pes lleuger.
Vuit anys més tard, una vegada finalitzada la Primera Guerra Mundial, va disputar els Jocs d'Anvers, on va guanyar la medalla de plata en la competició del pes lleuger del programa de lluita lliure. En aquests mateixos Jocs disputà, sense sort, la competició del pes ploma de lluita grecoromana. Abans, el 1913, havia guanyat una medalla de plata al Campionat d'Europa no oficial.